# Hermafrodit
Hermafrodit ali dvospolnik je organizem, pri katerem se hkrati pojavijo moški in ženski spolni znaki. Izraz hermafrodit izvira iz grščine. V grški mitologiji je bil Hermafrodit dvospolno božansko bitje, prevzeto iz Orienta in od 4. stoletja pr. n. št. čaščeno med Grki. Hermafroditizem - dvospolnost je normalen pojav pri številnih rastlinah (dvospolne cvetnice) in živalih (npr. polži, deževniki). Pri enospolnih živalih je to redka spolna nepravilnost (npr. pri metulju, ko je vsaka polovica telesa drugega spola). Pri človeku je ta pojav redek, čeprav se pojavlja. Stopnja izražanja značilnosti drugega spola je lahko zelo različna, za osebke rečemo tudi, da so interseksualni – med spoloma (angl. tudi intersex).

## Naravna sprememba spola pri ribah
Hermafroditi so vmesna stopnja pri naravni spremembi spola, ki se pojavlja pri nekaterih ribah. Pri protandriji se osebek rodi kot samec, nakar lahko zamenja spol. Primer je oranžna klovnovska ribica (Amphiprion ocellaris), ki živi v majhnih skupinah z eno samico. Če ta pogine, eden od samcev zamenja spol. Protoginija je obraten pojav, samica postane samec. Primer so ustnače.

## Pri sesalcih
Pri višjih vretenčarjih lahko pojav razdelimo na genetsko pogojen - deden ali sprožen s strani okoljskih faktorjev - hormonov. Pri kozah je interseksualnost stanje, pri katerem ima posamezna žival moške in ženske anatomske značilnosti na različnih stopnjah. Vzrok je kritični izbris 11,7-kb elementa DNA, ki vsebuje predvsem ponavljajoča zaporedja. Interseksualnost je recesivna dedna lastnost. Stranski učinek mutacije je tudi brezrožnost, ki je dominantna lastnost in se pojavlja pri obeh spolih. Interseksualne koze niso plodne.
Freemartinizem (tudi free-martin) je ekonomsko pomembnejši. Gre za pojav pri govedu, v primeru dvojčkov različnih spolov bo v maternici zarodek-samec s svojimi hormoni sprožil maskulinizacijo zarodka-samice. Pojav je pri govedu povsem običajen, pri drugih vrstah je bil opažen le redko.